# Jarosław Kotas
Jarosław Kotas (ur. 4 kwietnia 1962 w Starogardzie Gdańskim) – polski piłkarz występujący na pozycji pomocnika, trener i działacz piłkarski.

## Kariera piłkarska
W trakcie swojej kariery reprezentował barwy takich klubów jak Włókniarz Starogard Gdański, Wierzyca Starogard Gdański, Wisła Tczew, Zawisza Bydgoszcz, Bałtyk Gdynia, FC Schalke 04, Stahl Brandenburg, Preussen Krefeld 1855, SpVg Marl, VfL Gevelsberg, SC Hassel, Arka Gdynia, Rot-Weiss Cuxhaven i Pogoń Lębork. W I lidze w barwach Bałtyku rozegrał 43 mecze, zdobywając dwie bramki.